# Powiat parczewski
Powiat parczewski – powiat w Polsce (województwo lubelskie), reaktywowany w 1999 roku w ramach reformy administracyjnej. Jego siedzibą jest miasto Parczew.

## Podział administracyjny
W skład powiatu wchodzą:
- gminy miejsko-wiejskie: Parczew
- gminy wiejskie: Dębowa Kłoda, Jabłoń, Milanów, Podedwórze, Siemień, Sosnowica
- miasta: Parczew

## Historia
Powiat parczewski został powołany dnia 13 listopada 1954 roku w województwie lubelskim, jako jeden z pierwszych powiatów utworzonych tuż po wprowadzeniu gromad w miejsce dotychczasowych gmin (29 września 1954) jako podstawowych jednostek administracyjnych PRL. Na powiat parczewski złożyły się 1 miasto i 15 gromad, które wyłączono z dwóch ościennych powiatów w tymże województwie:
- z powiatu włodawskiego:
  - miasto Parczew
  - gromady Chmielów, Dębowa Kłoda, Jedlanka, Kodeniec, Plebania Wola, Sosnowica i Tyśmienica
- z powiatu radzyńskiego:
  - gromady Działyń, Gęś, Jabłoń, Jezioro, Milanów, Przewłoka, Rudno i Siemień

1 stycznia 1957 roku z powiatu włodawskiego wyłączono gromady Orzechów Nowy i Uścimów i włączono je do powiatu parczewskiego. 1 stycznia 1959 roku z gromady Huta w powiecie włodawskim wyłączono wsie Kropiwki i Turno oraz PGR Turno i włączono je do gromady Sosnowica w powiecie parczewskim.
W 1961 roku powołano nową gromadę Parczew, a zlikwidowano gromady Gęś (włączono do gromady Jabłoń) i Jezioro (włączono do gromady Siemień). 31 grudnia 1961 roku z miasta Parczewa wyłączono wsie Jasionka (I, II i III), Koczergi, Królewski Dwór, Laski, Michałówka, Siedliki, Sowin i Wierzbówka i włączono je do gromady Parczew. Tego samego dnia przełączono też kilka miejscowości z powiatu włodawskiego do powiatu parczewskiego:
- wieś i PGR Kalinka (z gromady Podedwórze) – do gromady Przewłoka
- wieś i PGR Zienki (z gromady Wola Wereszczyńska) – do gromady Sosnowica
- wieś Krzywowierzba, kolonie Łaskarzyzna i osadę Sytyta (z gromady Horostyta) – do gromady Kodeniec

W 1968 roku zlikwidowano gromady Działyń (włączono w granice gromad Siemień i Tyśmienica), Rudno (włączono do gromady Milanów) i Przewłoka. 1 stycznia 1969 roku z gromady Wołoskowola w powiecie włodawskim wyłączono wsie Hola i Pieszowola i włączono je do gromady Sosnowica w powiecie parczewskim.
Po zniesieniu gromad i reaktywacji gmin z dniem 1 stycznia 1973 roku powiat parczewski podzielono na 1 miasto i 7 gmin:
- miasto Parczew
- gminy Dębowa Kłoda, Jabłoń, Milanów, Parczew, Siemień, Sosnowica i Uścimów

Po reformie administracyjnej obowiązującej od 1 czerwca 1975 roku terytorium zniesionego powiatu parczewskiego włączono głównie do nowo utworzonego województwa bialskopodlaskiego, oprócz gminy Sosnowica, którą włączono do województwa chełmskiego i gminy Uścimów, która weszła w skład województwa lubelskiego.
Wraz z reformą administracyjną z 1999 roku przywrócono w województwie lubelskim powiat parczewski o kształcie i podziale administracyjnym zbliżonym do wyglądu z 1975 roku; jedynie gminę Uścimów przyłączono do powiatu lubartowskiego a miasto i gminę Parczew połączono 1 stycznia 1992 roku we wspólną gminę miejsko-wiejską Parczew. Porównując obszar dzisiejszego powiatu parczewskiego z obszarem z 1954 roku można zauważyć, że niektóre tereny znajdują się obecnie w powiecie lubartowskim.

## Demografia
Liczba ludności (dane z 31 grudnia 2010):
|        | Ogółem | Ogółem | Kobiety | Kobiety | Mężczyźni | Mężczyźni |
| osób   | %      | osób   | %       | osób    | %         |           |
| ------ | ------ | ------ | ------- | ------- | --------- | --------- |
| Ogółem | 36 280 | 100    | 18 412  | 50,75   | 17 868    | 49,25     |
| Miasto | 10 172 | 28,04  | 5289    | 14,58   | 4883      | 13,46     |
| Wieś   | 26 108 | 71,96  | 13 123  | 36,17   | 12 985    | 35,79     |

▶Wieś vs ▶miasto
Ogółem (▶k, ▶m)
Miasto (▶k, ▶m)
Wieś (▶k, ▶m)

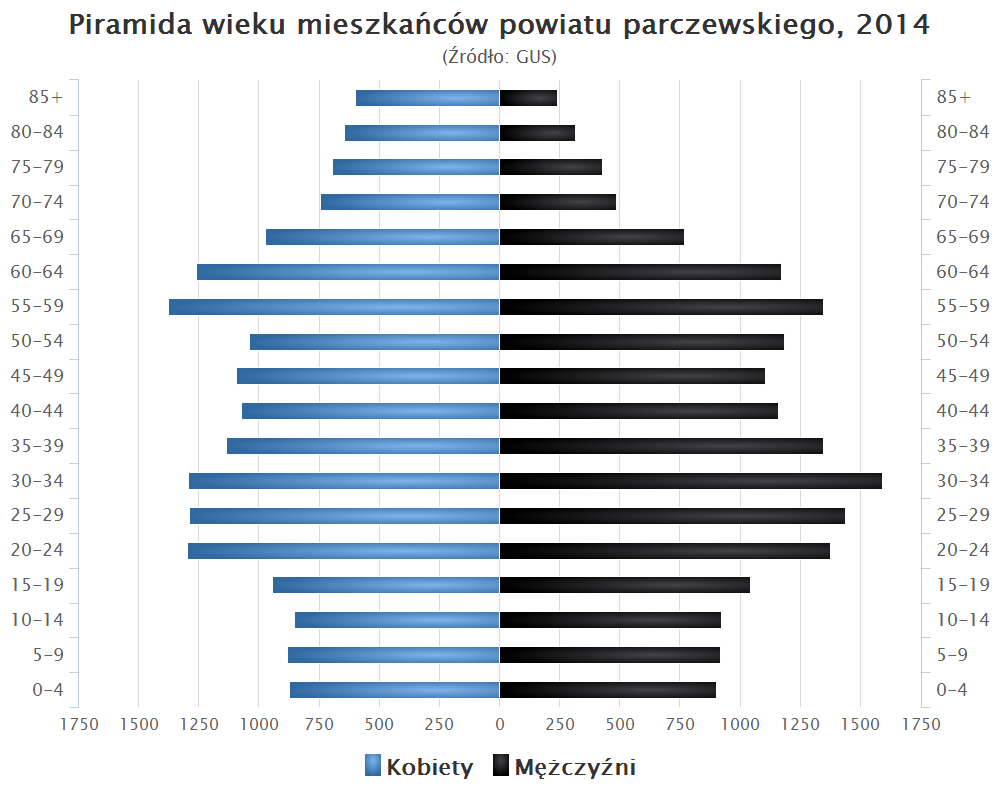
Piramida wieku mieszkańców powiatu parczewskiego w 2014 roku

Według danych z 31 grudnia 2019 roku powiat zamieszkiwało 34 711 osób. Natomiast według danych z 30 czerwca 2020 roku powiat zamieszkiwało 34 590 osób.

## Starostowie parczewscy
Na podstawie źródła:
- Adam Czarnacki (14 listopada 1998 – 16 marca 2005)
- Waldemar Wezgraj (16 marca 2005 – 1 grudnia 2014)
- Jerzy Maśluch (1 grudnia 2014 – 15 grudnia 2020)
- Janusz Hordejuk (15 stycznia 2021 – nadal)

## Sąsiednie powiaty
- powiat łęczyński
- powiat lubartowski
- powiat radzyński
- powiat bialski
- powiat włodawski